# Keijia
Keijia is een geslacht van kreeftachtigen uit de klasse van de Ostracoda (mosselkreeftjes).

## Soorten
- Keijia australis Yassini, Jones & Jones, 1993
- Keijia borneoensis Mostafawi, 1992 †
- Keijia brachychthonus Titterton & Whatley, 2009
- Keijia chihtsui Hu & Tao, 2008
- Keijia demissa (Brady, 1868) Teeter, 1975
- Keijia donghaiensis Gou & Gong, 1989 †
- Keijia falklandi (Brady, 1880) Mckenzie et al., 1995
- Keijia hirundo (Bonaduce, Masoli & Pugliese, 1976) Behrens, 1991
- Keijia hornibrooki Milhau, 1993 †
- Keijia labyrinthica Whatley & Zhao (Yi-Chun), 1988
- Keijia nordaustraliae Howe & Mckenzie, 1989
- Keijia novilunaris Zhao (Yi-Chun) (Quan-Hong) in Zhao (Yi-Chun), Wang & Zhang, 1985
- Keijia patagonica Whatley, Moguilevsky, Toy, Chadwick & Ramos, 1997
- Keijia radiata Titterton & Whatley, 2009
- Keijia telesphoria Hu & Tao, 2008